# 普渡河
普渡河（ふとが、Pudu river、拼音: Pŭdù hé）は、中華人民共和国の雲南省を流れる河川で、長江の支流。雲南省最大の湖・滇池を出る唯一の川である。
滇池の唯一の水の出口は、湖の南西部にある海口鎮付近であり、普渡河はここを源流とする。最初は北西へ出て、やがて北東へ向きを変える。湖を出てすぐの上流部は螳螂川ともいう。中下流は雲貴高原を切り裂いて北東へ流れ、深い峡谷を形成しており、昆明市北部の禄勧イ族ミャオ族自治県と東川区の境界にある新店房で金沙江（長江上流の名）の右岸に流入している。合流点の海抜は746メートルで、昆明市域でも最も低い地点に当たる。
全長は294キロメートル、金沙江の支流の中では、雅礱江と牛欄江に長さでわずかに及ばない。